# Cuồng hoe
Aralia searelliana là một loài thực vật có hoa trong Họ Cuồng. Loài này được Dunn mô tả khoa học đầu tiên năm 1903.